# Leges Edwardi Confessoris
Die Leges Edwardi Confessoris (= Gesetze Eduards des Bekenners) bezeichnen eine Sammlung von Gesetzen, die in lateinischer Sprache vermeintlich geltendes englisches Recht aus der Regierungszeit (1042–1066) Eduards des Bekenners wiedergeben. Tatsächlich wird vermutet, dass der Kodex nicht in der Zeit Eduards verfasst wurde, sondern in der Zeit vor oder während der Regierungsjahre König Stephans (1135–1154) entstand. Dafür kommt der Zeitraum zwischen 1130 und 1140 in Betracht.
Überliefert sind die leges in mehr als vierzig Handschriften, die mehrfach kritisch überarbeitet wurden. Es wird davon ausgegangen, dass die originäre Autorenschaft auf einen Geistlichen französischer Herkunft zurückgeht. Thematisches Hauptanliegen waren der „Frieden des Königs“ und der Friede der „Heiligen Kirche“ nebst aller dazu benötigter Verordnungen zur Durchsetzung der Gebote. Im Übrigen beschränkt sich der legislatorische Anspruch auf Verwaltungsvorschriften in Bezug auf die Bistümer. Die praxisnahe gesellschaftliche Rechtswirklichkeit wird ansonsten kaum repräsentiert.